# Borore
Borore (sardinsky: Bòrere) je italská obec (comune) v provincii Nuoro v regionu Sardinie. Nachází se ve výšce 394 metrů nad mořem a má přibližně 2 000 obyvatel. Rozloha obce je 42,68 km².